# Axel Plankenhorn

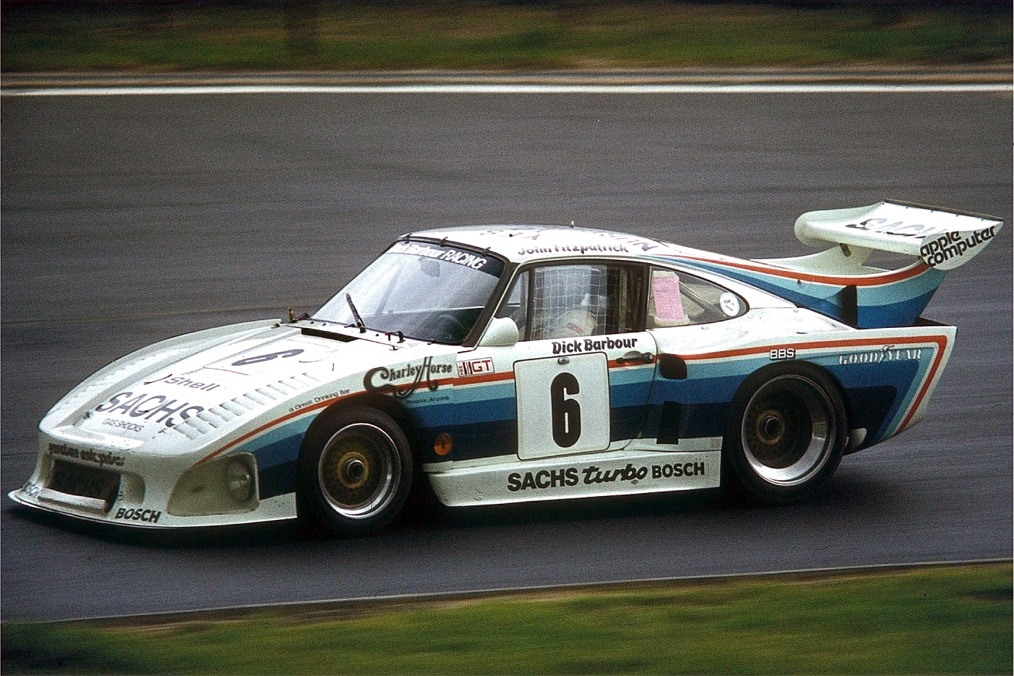
Der Porsche 935K3/80 mit dem John Fitzpatrick, Axel Plankenhorn und Dick Barbour den zweiten Gesamtrang beim 1000-km-Rennen auf dem Nürburgring 1980 erreichten

Axel Plankenhorn (* 16. Dezember 1951 in Spaichingen) ist ein ehemaliger deutscher Automobilrennfahrer und heutiger Rennteamgeschäftsführer.

## Karriere
Axel Plankenhorn startete seine Rennfahrerlaufbahn in der Formel V. Dort fuhren er und sein Bruder Jörg Plankenhorn erfolgreich mehrere Saisons in der Formel V 1300 und Formel Super V. In der Formel Super V wurde er 1977 Vize-Europameister. Danach wechselte er ein Jahr in die Formel 2, bevor er in den Tourenwagen-Motorsport einstieg.
Dort startete er 1979 zusammen mit Klaus Ludwig für das Porsche-Kremer-Racing-Team mit einem Porsche 935/77A in der 1. Division der Deutschen Rennsport-Meisterschaft (DRM) und auch in der Sportwagen-Weltmeisterschaft. Seinen ersten Klassensieg in der Gruppe 5 gewann er mit Klaus Ludwig beim 6-Stunden-Rennen von Brands Hatch, wo sie den Wagen auf den zweiten Gesamtplatz fuhren.
In der DRM erreichte Plankenhorn als beste Rennplatzierung einen 2. Platz beim internationalen ADAC-Hessen-Cup in Hockenheim.
Durch seine regelmäßigen guten Platzierungen unter die besten sechs in allen Saison-Läufen, konnte er sich 1979 den 5. Rang in der Gesamtwertung sichern.
Im selben Jahr fuhr Plankenhorn mit einem Porsche 935 K3 bei den 24-Stunden-Rennen von Le Mans, bei dem er und seine Teamfahrer John Winter und Philippe Gurdjian auf den 5. Platz in der Gruppe 5 fuhren.
1980 fuhr Plankenhorn in der DRM gegen seinen ehemaligen Teamkollegen Klaus Ludwig, der in das Zakspeed-Team wechselte und lieferte sich mit ihm einige Zweikämpfe, die für Unruhe zwischen Kremer und Zakspeed sorgten. Bereits Mitte der DRM-Saison trennten sich Kremer und Plankenhorn, dessen beste Platzierung ein 2. Platz beim Rennen in Hockenheim war.
Beim 24-Stunden-Rennen von Le Mans 1980 startete er mit Rolf Stommelen und dem Japaner Tetsu Ikuzawa mit einem 935 K3 – konnten das Rennen jedoch wegen einer defekten Zylinderkopfdichtung nicht beenden. Ein Jahr später ging er erneut in Le Mans mit einem Porsche 935 L1 des Tuff-Kote-Dinol-Racing-Teams an den Start, das er wegen eines Motorschadens aufgeben musste.
1982 fuhr Plankenhorn nur einige wenige Rennen in der DRM und Sportwagen-Weltmeisterschaft, bis er im darauf folgenden Jahr beim Obermaier-Racing-Team auf einem Porsche 956 wieder für eine volle Weltmeisterschafts-Saison engagiert wurde. Mit dem Gruppe-C-Rennwagen errang er regelmäßig Plätze unter die besten fünf. In seinem letzten 24-Stunden-Le Mans-Rennen mit Jürgen Lässig und Desiré Wilson pilotierte er den 956 auf einen 7. Platz.
1984 beendete er nach dem 1000-km-Rennen von Monza seine Rennfahrerkarriere.
2000 kehrte er mit seinem Rennteam Carsport Racing im Porsche Supercup zum Motorsport zurück.
Inzwischen hat er die Leitung des Araxa Racing-Porsche-Supercup-Teams übernommen.

## Statistik

### Le-Mans-Ergebnisse
| Jahr | Team                   | Fahrzeug       | Teamkollege    | Teamkollege       | Platzierung | Ausfallgrund         |
| ---- | ---------------------- | -------------- | -------------- | ----------------- | ----------- | -------------------- |
| 1979 | Porsche Kremer Racing  | Porsche 935 K3 | Louis Krages   | Philippe Gurdjian | Rang 13     |                      |
| 1980 | Gozzy Kremer Racing    | Porsche 935 K3 | Rolf Stommelen | Tetsu Ikuzawa     | Ausfall     | Zylinderkopfdichtung |
| 1981 | Tuff-Kote Dinol Racing | Porsche 935 L1 | Jan Lundgårdh  | Mike Wilds        | Ausfall     | Motorschaden         |
| 1983 | Obermaier Racing       | Porsche 956    | Jürgen Lässig  | Desiré Wilson     | Rang 7      |                      |

### Einzelergebnisse in der Sportwagen-Weltmeisterschaft
| Saison | Team                                            | Rennwagen              | 1   | 2   | 3   | 4   | 5   | 6   | 7   | 8   | 9   | 10  | 11  | 12  | 13  | 14  | 15  | 16  | 17  |
| ------ | ----------------------------------------------- | ---------------------- | --- | --- | --- | --- | --- | --- | --- | --- | --- | --- | --- | --- | --- | --- | --- | --- | --- |
| 1979   | Kremer Racing                                   | Porsche 935            | DAY | SEB | MUG | TAL | DIJ | RIV | SIL | NÜR | LEM | PER | DAY | WAT | SPA | BRH | ROA | VAL | ELS |
| 1979   | Kremer Racing                                   | Porsche 935            |     |     |     |     |     |     |     | 2   | 13  |     |     |     |     | 2   |     |     |     |
| 1980   | Whittington Brothers Kremer Racing Team Willeme | Porsche 935 Ford Capri | DAY | BRH | SEB | MUG | MON | RIV | SIL | NÜR | LEM | DAY | WAT | SPA | MOS | ROA | VAL | DIJ |     |
| 1980   | Whittington Brothers Kremer Racing Team Willeme | Porsche 935 Ford Capri | 51  |     |     |     |     |     | DNF | 2   | DNF |     |     | DNF |     |     |     |     |     |
| 1981   | Tuff-Kote Dinol Racing                          | Porsche 935            | DAY | SEB | MUG | MON | RIV | SIL | NÜR | LEM | PER | DAY | WAT | SPA | MOS | ROA | BRH |     |     |
| 1981   | Tuff-Kote Dinol Racing                          | Porsche 935            |     |     |     |     |     |     | 39  | DNF |     |     |     |     |     |     |     |     |     |
| 1983   | Obermaier Racing                                | Porsche 956            | MON | SIL | NÜR | LEM | SPA | FUJ | KYA |     |     |     |     |     |     |     |     |     |     |
| 1983   | Obermaier Racing                                | Porsche 956            | 4   | 4   | 4   | 7   | 5   |     |     |     |     |     |     |     |     |     |     |     |     |
| 1984   | Obermaier Racing                                | Porsche 956            | MON | SIL | LEM | NÜR | BRH | MOS | SPA | IMO | FUJ | KYA | SAN |     |     |     |     |     |     |
| 1984   | Obermaier Racing                                | Porsche 956            | DNF |     |     |     |     |     |     |     |     |     |     |     |     |     |     |     |     |